# Lana Lang (Smallville)
Lana Lang es un personaje ficticio de la serie de televisión estadounidense Smallville. Ella ha sido un asiduo de la serie desde el episodio piloto, quien la ha interpretado de forma continua por la actriz canadiense Kristin Kreuk, junto con otras dos actrices que han retratado al personaje de Lana Lang como una niña y una anciana. El personaje de Lana Lang, en primer lugar fue creado para los cómics por Bill Finger y John Sikela en la década de 1950, como un interés romántico de Superboy. El personaje se ha adaptado a la televisión en 2001 por los productores Alfred Gough y Miles Millar. El personaje también ha aparecido en la literatura diferentes historias basado en el Smallville serie de televisión, ninguno de los cuales continúa directamente desde o hacia los episodios de televisión.
En Smallville, Lana es el primer interés amoroso de Clark Kent, sin embargo, en la primera temporada, está saliendo con Whitney Fordman. En la segunda temporada, con la salida de Whitney, Lana y Clark comienza a crecer más. La falta de honradez de Clark sobre los secretos que él esconde son la causa de que su relación llegue a su fin. A consecuencia de esto, Lana se acerca más a Lex Luthor. Finalmente, Lana descubre la verdad sobre Clark y vuelven a estar juntos. Después de robar un traje impulsado por kryptonita de Lex, Lana absorbe una enorme cantidad de radiación de esta, que le prohíbe acercarse demasiado a Clark, ella deja Smallville para bien de él, pero promete continuar usando sus poderes para preservar la vida. 
Inicialmente, Lana se caracteriza como la inteligente "chica de al lado". Con el tiempo se convierte en una figura trágica en Smallville, ya que las decisiones tomadas por Clark y Lex cambian el carácter de cada uno en el transcurso de la serie. Como explica Gough, al final de la sexta temporada, Lana ha demostrado que puede vencer a Lex en sus propios juegos. En el transcurso de la serie, se puede ver la transición de Lana de "la chica de al lado" a la de una más "mujer joven autosuficiente". Kreuk ha sido nominada por varios premios gracias a su interpretación de Lana Lang.

## Representación
Los creadores Alfred Gough y Miles Millar inicialmente estaban tratando de encontrar a alguien para el papel de Clark Kent, pero fue Kristin Kreuk la primera en ser "reclutada" por los productores, como Lana Lang. La directora de casting Coreen Mayrs envió a David Nutter, el director del episodio piloto, para una cinta de sesenta y nueve personas y la segunda persona en la cinta era Kreuk. Les encantó la cinta de audición tanto que de inmediato le mostró a la red. Para una de sus audiciones, leyó la escena del cementerio con Tom Welling, en la red pensaron que tenían "mucha química". Jade Unterman y Louise Grant retrataron al personaje como un niño y una mujer de edad, respectivamente.
En el momento en que fue elegida como Lana, Kreuk no tenía idea de quién era el personaje de Superman. Su tío, que era dueño de una tienda de cómics, le puso al corriente de los detalles y aprendió más de los productores. Kreuk se dio cuenta de que el personaje de los cómics y su personaje en la serie eran dos personas totalmente diferentes. Como resultado, Kreuk aprende sobre el desarrollo de Lana como la Lana que está aprendiendo en la serie, al igual que Welling con Clark Kent. Cuando se le preguntó sobre su lanzamiento como una tradicional pelirroja, carácter que ha causado protestas por parte de los aficionados, sin embargo Kreuk piensa sobre quien lo hizo "superé bastante rápido". En la tercera temporada, Kreuk había decidido "invertir" menos en su personaje, pues sentía que el desarrollo final de su personaje estaba totalmente en manos de los productores. Ella ya no se sintió frustrada cuando los productores tuvieron haciendo cosas que Kreuk sintieron que estaban fuera de carácter, confiando en su lugar que se encontrarían en la dirección correcta para el personaje de Lana. 
Kreuk disfrutó de la cuarta temporada, ya que le dio la oportunidad de expandir sus habilidades actorales con la doble interpretación de Lana y el espíritu de la condesa Margaret Isobel Thoreaux. Según la actriz, "fue muy divertido; Pensé que era gracioso así […] Realmente fue maravilloso poder estirar y jugar a esta mujer impulsada por que tiene un objetivo y va a llegar, y mientras tanto ella va a ser sexy hacerlo. Eso fue muy divertido para mí, porque el show a veces no es realista, es así; como actores, vamos a jugar con diferentes tipos de cosas ". Kreuk dice que su momento más extraño en el show fue interpretar a un vampiro en la quinta temporada de "Thirst", una experiencia que recuerda como "incómoda" debido a la sangre falsa que la cubría. Kreuk dejó la serie al final de la séptima temporada, pero apareció en cinco episodios de la octava temporada como estrella invitada.

### Caracterización
En el inicio de la serie, Lana Lang se caracteriza como la "chica de al lado". Como la describe Kreuk, ella es la "niña bonita, popular, que es muy solitaria". Ella tiene un "agujero en su corazón", debido a la pérdida de sus padres, y que siente empatía por todo el mundo. Kristin siente que en el fondo el personaje es una "chica dura", y que Lex se las arregla para lograr ese lado de a salir más. Por ejemplo, él la convence de que para luchar contra una cafetería rival que se está propagando rumores sobre la Garra - la tienda de café que ella es propietaria conjunta con Lex. Por desgracia, ese lado duro no se ve en la primera temporada. De acuerdo con Kreuk, el personaje nunca fue puesto en situaciones en las que pudiese mostrar su lado de salida, porque se dejó de comunicarse principalmente con Whitney y Clark.Kreuk Lana cree que "vivió en la cabeza un poco";. Era lo suficientemente inteligente como para leer los libros clásicos, pero también leía novelas de amor "a escondidas" 
Como Alfred Gough lo ve, Lana es un subproducto de las decisiones de Clark y Lex. Ella siempre será amor de Clark, y Clark siempre su amor, pero era las malas decisiones de Clark y Lex "bajos instintos" que hacen a Lana la "receptáculo de todas estas malas decisiones", marcando ella como figura trágica en la serie. Mientras que Lana fue con Clark, Kreuk la caracteriza como "una especie cobarde, llorón de la niña", con Lex, Lana es "fuerte, poderoso, y no tenemos que preguntarnos, '¿Qué está pasando ¿Qué piensa?? ¿Me amas? No sé cuál es mi posición ". Para aclarar, la relación de Lana con Lex lleva a cabo una oscuridad que no se había visto en el personaje. Esto es evidente en "Némesis", cuando Lana manipula a su manera para que vea Lionel, sólo para interrogarlo acerca de por qué la obligó a casarse con Lex, así como salir de Lex a morir en los túneles subterráneos. Como explica Gough, al final de la sexta temporada, Lana ha demostrado que puede vencer a Lex en sus propios juegos. Revisor Malkowski Jennifer siente que Lana es uno de los personajes más crédulos en la televisión. De acuerdo con Malkowski, fuerte postura feminista de Lana, y su petición de que la gente debería dejar de proteger a ella y empezar a decirle la verdad, se diluyen por su disposición a creer cualquier cosa que pedazos de información que recibe, aunque sean mentiras.

### Recepción
En 2001, Kristin Kreuk fue nominada a un Premio Saturn a Mejor Actriz, así como Rostro Femenino en Cinescape Genre Face of the Future. Al año siguiente, junto con su coprotagonista; Tom Welling, Kristin fue nominada para un Premio Saturn a Mejor Actriz nuevamente. Ella recibiría dos nominaciones más en esa categoría, uno en 2004 y otra en 2006, antes de que ella saliera de la serie. En los 2003 Teen Choice Awards, Kristin Kreuk fue también nominada como Mejor Actriz Choice TV: Drama / Acción-Aventura. Nuevamente nominada en 2004, 2006, y 2008 para la categoría de Actriz de TV revisado Elección: Acción Aventura, y, finalmente, en 2009 También fue Kreuk co-nominada a Welling en los 2006 Teen Choice Awards para la pareja más bella (TV - Química Choice). 
Veredicto DVD Brian Byun consideró que el casting de la serie fue "tono perfecto",. Señalando que Kreuk es "dolorosamente luminosa", como Lana Lang, lo que hace evidente por qué ella es el objeto de la obsesión de Clark.

## Apariciones en otros medios
Lana hace su primera aparición literaria en Smallville: extraños visitantes, publicado por Aspect. En extraños visitantes, Lana trata de organizar un evento para recaudar fondos para la familia de un compañero de la escuela, Stewart, quien fue diagnosticada con cáncer terminal.Su esfuerzo se vuelve irrelevante cuando Lex Luthor y el Dr. Donald Jacobi, un estafador que llega a Smallville, recoger las facturas médicas de Stewart después de una roca de meteorito elimina todas las células cancerosas malignas en el cerebro. En Smallville: Dragón, Lana visita a un comerciante de antigüedades, la señora Mayfern, en busca de un regalo para su novio, Whitney. Cuando sale de ella rompe con Whitney y comienza a salir con Clark. Finalmente se enteró de que estaba hipnotizado por la Sra. Mayfern, cuya cosecha propia de té de hierbas es fertilizado por rocas de meteorito.